# Вожой (станция)
Вожо́й — товарно-пассажирская станция на железнодорожной линии Ижевск — Воткинск Ижевского отделения Горьковской железной дороги. Расположена на территории одноимённого села Завьяловского района Удмуртской республики.
От станции проложены ветки на грузовую станцию «Старки», на Молодёжный, в Ижевский аэропорт.
Маршруты поездов:

- № 6361, 6363 до Ижевска (32 минуты)[2].
- № 6362, 6364 до Воткинска (1 час 11 мин)[3].